# Gheorghe Adrian
Gheorghe Adrian (Andreescu) (n. 1820 – d. 14 decembrie 1889, București, România) a fost un politician și general român, ministru de război (în mai multe guverne) și membru de onoare (din 1875) al Academiei Române.

## Biografie

### Revoluția de la 1848
Generalul Gheorghe Adrian a fost pașoptist, înrolat într-una din legiunile lui Avram Iancu (1848 - 1849), după care s-a refugiat în Țara Românească unde a fost integrat în Armata Română avansând până la gradul de general. A fost luat prizonier la 6 mai 1848 la Abrud, de trupele maghiare conduse de maiorul de milițiile lui Hatvani Imre. 
A fost eliberat din captivitate la 10 mai 1848, după ce Abrudul a fost cucerit de milițiile românești. 
În 1863 a fost dat afară din armată, dar s-a angajat din nou în aceasta în 1866.

### Carieră militară
A fost comandant și profesor de artă militară la Școala Militară de Ofițeri din Iași, aghiotant domnesc, ministru de Război al Moldovei între 1859-1861, al Munteniei între 1860-1861 și al României între 1867-1868.
În perioada - 28 iulie 1860 - 16 aprilie 1861; 24 mai 1867 - 11 august 1868 a fost Ministrul Apărării Naționale în cadrul Principatelor Unite.
Teoretician militar, a scris câteva lucrări militare ca: Idee răpide despre resbelul de partizani, Instrucțiuni asupra servițiului de campanie și Manual de fortificațiunea pasageră (1853).
Generalul Gheorghe Adrian a fost căsătorit cu Elena Sturdza.

### Casa sa din București
A locuit în București; "Frumoasa casă a Generalului George Adrian se regăsește cu numărul poștal Povernei, nr.2, încă de pe vremea planurilor cadastrale din 1911. Proiectul casei a fost făcut de arhitectul Louis Pierre Blanc, execuția sa realizându-se între 1885-1889 aceasta casă numărându-se printre cele mai timpurii lucrări ale arhitectului, făcute în țara noastră. Silvia Colfescu, autoarea "București: Ghid turistic, istoric, artistic" spune că această clădire este foarte importantă pentru istoria arhitecturii românești: "Clădirea prezintă o importanță cu totul deosebită din punct de vedere al istoriei arhitecturii Capitalei, fiind una dintre rarele case bucureștene păstrate din perioada de trecere de la stilul academist, caracteristic celei de a doua jumătăți a sec. XIX, la stilul național al perioadei următoare, cunoscut și sub numele de stil neo-românesc și ilustrat cu precădere de arhitecții Ion Mincu, P. Smărăndescu, State Balosin, Arghir Culina etc. Arhitectul Louis Blanc a mai construit numai una sau doua case în stil național". 

## Vezi și
- Lista membrilor Academiei Române